# Erechthias indicans
Erechthias indicans är en fjärilsart som beskrevs av Edward Meyrick 1923. Erechthias indicans ingår i släktet Erechthias och familjen äkta malar. Inga underarter finns listade i Catalogue of Life.